# Eddy Pieters Graafland
Eddy Pieters Graafland OON (Amsterdam, 5 de gener de 1934 - 28 d'abril de 2020) fou un futbolista neerlandès de la dècada de 1960 i entrenador.
Defensà els colors de l'AFC Ajax i el Feyenoord, formant part del Feyenoord campió d'Europa el 1970. Fou 47 cops campió amb la selecció neerlandesa.

## Palmarès
Ajax
- Eredivisie: 1956-57

Feyenoord
- Eredivisie: 1960-61, 1961-62, 1964-65, 1968-69
- KNVB Cup: 1964-65, 1968-69
- Copa d'Europa de futbol: 1969-70

## Referències

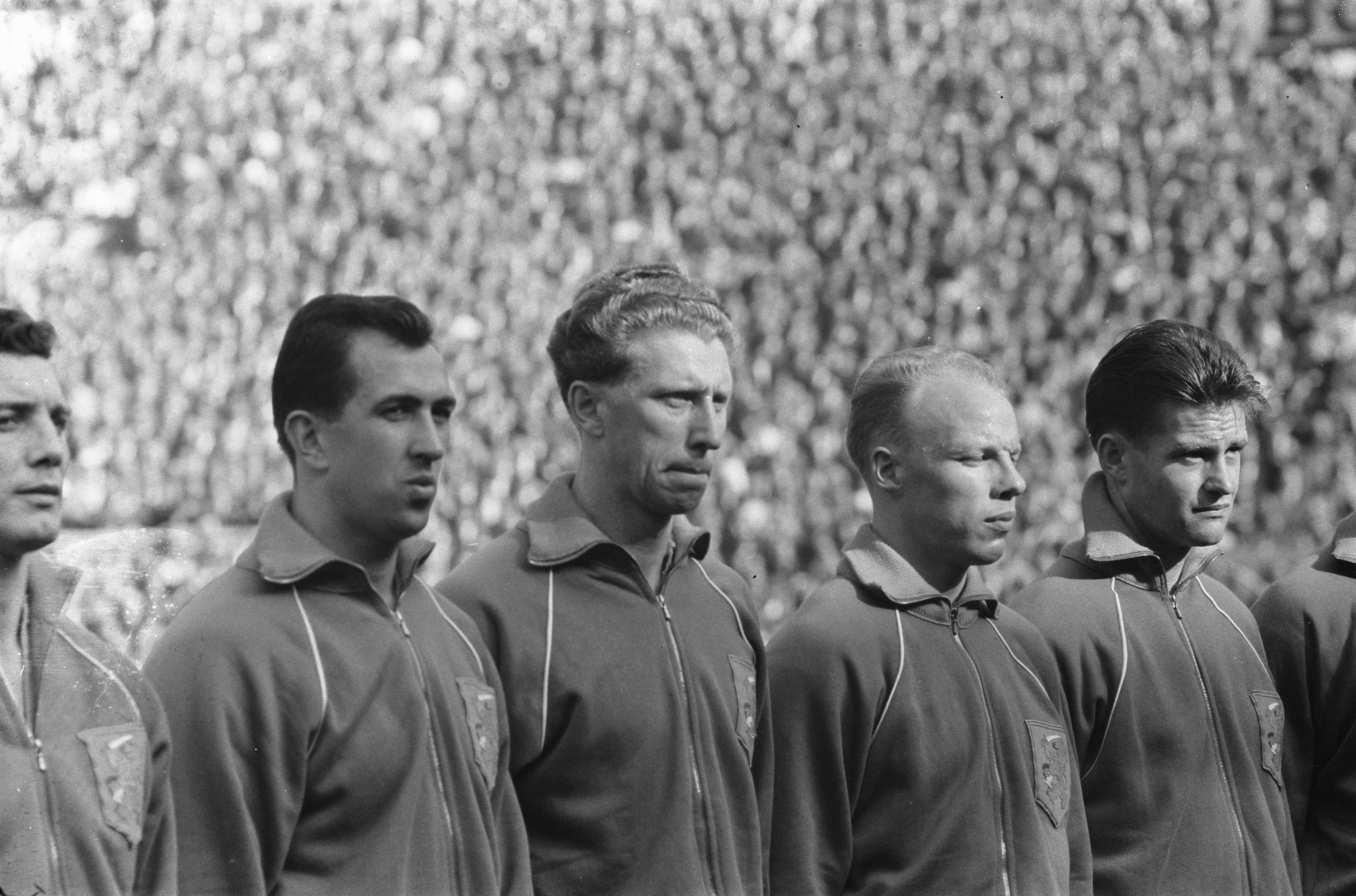
Holanda vs Bèlgica el 1960. D'esquerra a dreta: Cor van der Hart, Eddy Pieters Graafland, Jan Klaassens, Roel Wiersma i Kees Kuijs.